# Đuôi cụt Ấn Độ
Đuôi cụt Ấn Độ, tên khoa học Pitta brachyura, là một loài chim trong họ Pittidae.
Đây là loài bản địa của tiểu lục địa Ấn Độ. Chúng sinh sống ở rừng cây bụi, cây rụng lá và rừng thường xanh dày đặc. Chúng sinh sản trong các khu rừng của dãy Himalaya, đồi miền trung và miền tây Ấn Độ, chúng di chuyển đến các khu vực khác của bán đảo trong mùa đông. Mặc dù rất nhiều màu sắc, chúng thường nhát và ẩn mình trong các bụi cây nơi chúng bắt côn trùng trên mặt đất rừng. Chúng có tiếng hót hai nốt nổi bật có thể được nghe thấy vào lúc bình minh và hoàng hôn. Chúng được coi là quan tâm nhất của IUCN là phạm vi phân bố rất lớn. 

## Hình ảnh

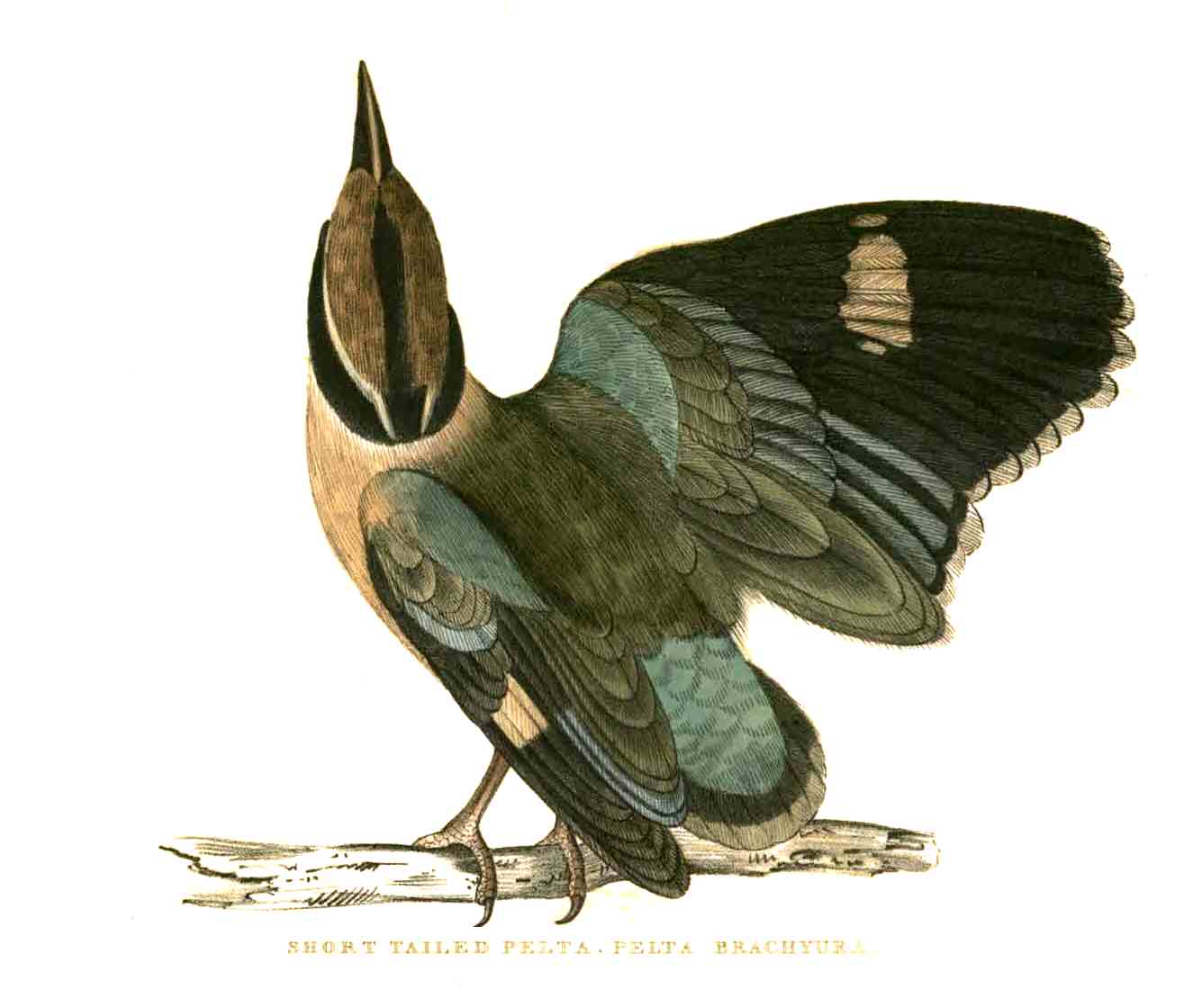
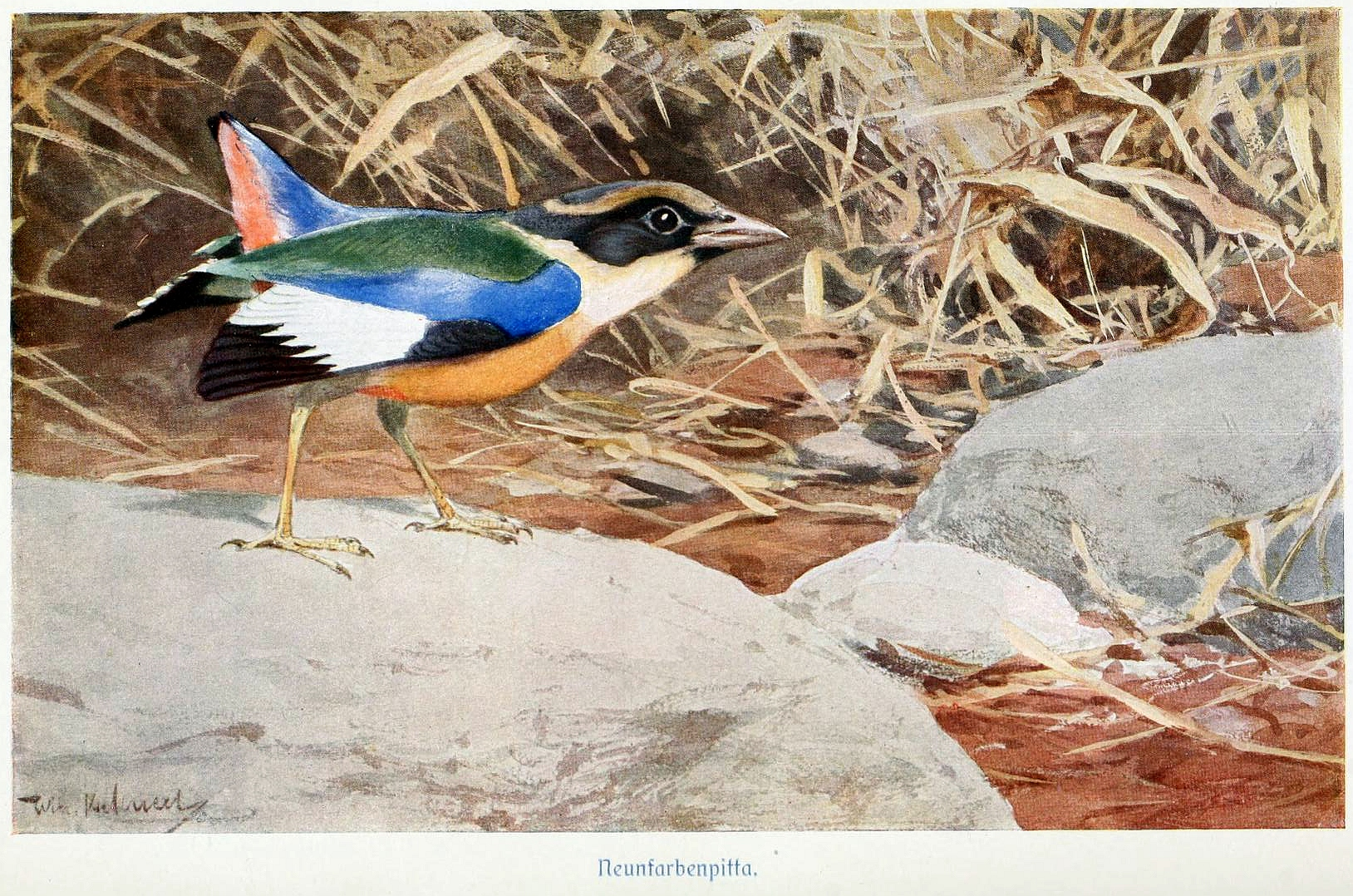
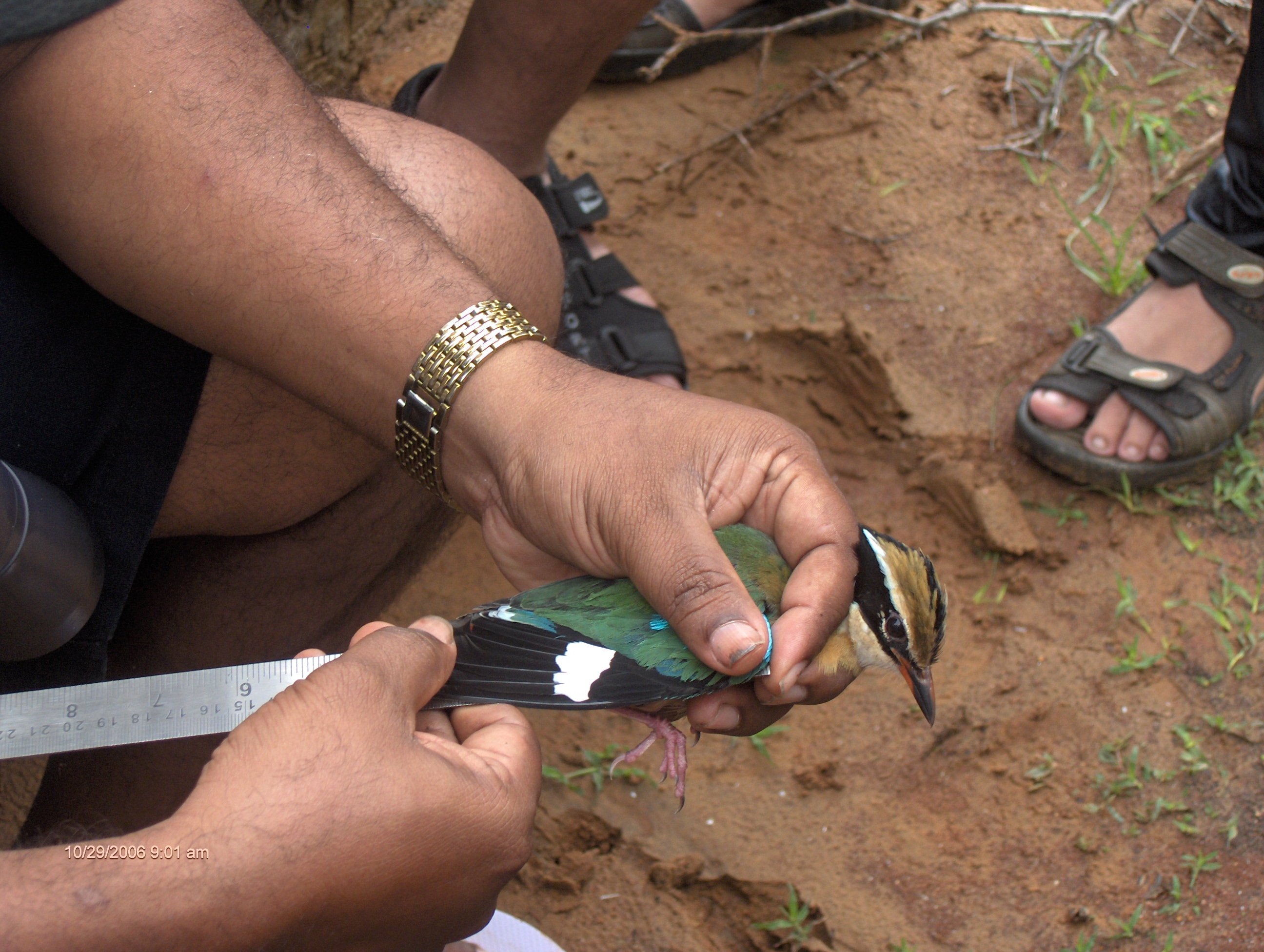